# Mario Tičinović
Mario Tičinović (Sinj, 20 agosto 1991) è un calciatore croato, centrocampista dello Zrinjski Mostar.

## Carriera

### Club
Dopo aver militato per quattro stagioni nelle giovanili, ha iniziato la sua carriera da calciatore professionista nel 2008, esordendo il 17 luglio, all'Hajduk Spalato militando per due stagioni, per poi passare in prestito nel 2010 al Karlovac e fare il suo ritorno nel 2011 ai Bili. Il 15 febbraio 2018 attraverso la formula del prestito con diritto di riscatto fa nuovamente ritorno, dopo 6 anni dall'ultima volta, nella squadra spalatina.

### Nazionale
Nel 2011 viene convocato nell'Under-20 per prendere parte al campionato mondiale di calcio Under-20.

## Statistiche

### Cronologia presenze e reti in nazionale
| Cronologia completa delle presenze e delle reti in nazionale ― Croazia under 21 | Cronologia completa delle presenze e delle reti in nazionale ― Croazia under 21 | Cronologia completa delle presenze e delle reti in nazionale ― Croazia under 21 | Cronologia completa delle presenze e delle reti in nazionale ― Croazia under 21 | Cronologia completa delle presenze e delle reti in nazionale ― Croazia under 21 | Cronologia completa delle presenze e delle reti in nazionale ― Croazia under 21 | Cronologia completa delle presenze e delle reti in nazionale ― Croazia under 21 | Cronologia completa delle presenze e delle reti in nazionale ― Croazia under 21 |
| Data                                                                            | Città                                                                           | In casa                                                                         | Risultato                                                                       | Ospiti                                                                          | Competizione                                                                    | Reti                                                                            | Note                                                                            |
| ------------------------------------------------------------------------------- | ------------------------------------------------------------------------------- | ------------------------------------------------------------------------------- | ------------------------------------------------------------------------------- | ------------------------------------------------------------------------------- | ------------------------------------------------------------------------------- | ------------------------------------------------------------------------------- | ------------------------------------------------------------------------------- |
| 11-2-2009                                                                       | Costrena                                                                        | Croazia under 21                                                                | 2 – 1                                                                           | Macedonia del Nord under 21                                                     | Amichevole                                                                      | -                                                                               | 82’                                                                             |
| 27-3-2009                                                                       | Varaždin                                                                        | Croazia under 21                                                                | 1 – 1                                                                           | Montenegro under 21                                                             | Amichevole                                                                      | -                                                                               | 65’                                                                             |
| 28-3-2011                                                                       | Spalato                                                                         | Croazia under 21                                                                | 3 – 2                                                                           | Ungheria under 21                                                               | Amichevole                                                                      | -                                                                               | 51’                                                                             |
| 3-6-2011                                                                        | Dugopoglie                                                                      | Croazia under 21                                                                | 0 – 1                                                                           | Georgia under 21                                                                | Qual. Europeo Under-21 2013                                                     | -                                                                               | 51’                                                                             |
| 10-10-2011                                                                      | Tartu                                                                           | Estonia under 21                                                                | 0 – 1                                                                           | Croazia under 21                                                                | Qual. Europeo Under-21 2013                                                     | -                                                                               |                                                                                 |
| 14-11-2011                                                                      | Pola                                                                            | Croazia under 21                                                                | 4 – 0                                                                           | Estonia under 21                                                                | Qual. Europeo Under-21 2013                                                     | -                                                                               |                                                                                 |
| 2-6-2012                                                                        | Koprivnica                                                                      | Croazia under 21                                                                | 1 – 2                                                                           | Svizzera under 21                                                               | Qual. Europeo Under-21 2013                                                     | -                                                                               | 59’                                                                             |
| 15-8-2012                                                                       | Tbilisi                                                                         | Georgia under 21                                                                | 1 – 1                                                                           | Croazia under 21                                                                | Qual. Europeo Under-21 2013                                                     | -                                                                               |                                                                                 |
| 10-9-2012                                                                       | Alicante                                                                        | Spagna under 21                                                                 | 6 – 0                                                                           | Croazia under 21                                                                | Qual. Europeo Under-21 2013                                                     | -                                                                               |                                                                                 |
| 5-2-2013                                                                        | Pola                                                                            | Croazia under 21                                                                | 2 – 3                                                                           | Paesi Bassi under 21                                                            | Amichevole                                                                      | -                                                                               |                                                                                 |
| Totale                                                                          |                                                                                 | Presenze                                                                        | 10                                                                              |                                                                                 | Reti                                                                            | 0                                                                               |                                                                                 |

## Palmarès

### Club

#### Competizioni nazionali
- Coppa di Croazia: 1

Hajduk Spalato: 2009-2010
- Campionato bosniaco: 3

Zrinjski Mostar: 2021-2022, 2022-2023, 2024-2025
- Coppa di Bosnia: 2

Zrinjski Mostar: 2022-2023, 2023-2024